# Höheinöd
Höheinöd è un comune di 1.205 abitanti della Renania-Palatinato, in Germania.
Appartiene al circondario (Landkreis) del Palatinato sudoccidentale (targa PS) ed è parte della comunità amministrativa (Verbandsgemeinde) di Waldfischbach-Burgalben.